# Répresseur

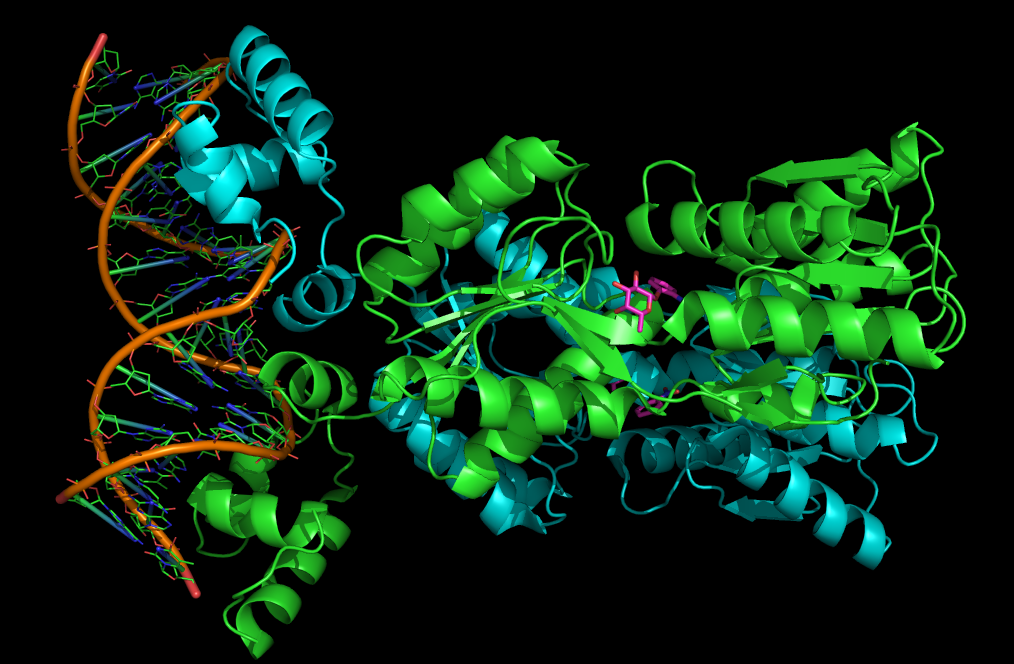
Répresseur lactose complexé à son site opérateur

Un répresseur est une molécule, souvent une protéine, régulant négativement la transcription d'un ou de plusieurs gènes en se liant à une séquence spécifique sur l'ADN, appelée opérateur. Cette fixation empêche la transcription de l'ARN messager par l'ARN polymérase et donc l'expression des gènes en aval. La capacité du répresseur à se fixer à son opérateur peut être modulée par un signal extérieur, comme la fixation d'un métabolite.
L'exemple le plus connu de répresseur est celui de l'opéron lactose d'Escherichia coli qui est un tétramère capable de se fixer simultanément sur deux séquences opératrices. Cette fixation conduit à la formation d'une boucle d'ADN entre les deux séquences opératrices avec un effet inhibiteur supérieur à celle d'un opérateur seul.

## Mécanisme d'action
Chez les bactéries, les répresseurs sont des protéines qui se lient sur une séquence d'ADN située en général quelques nucléotides en amont ou en aval du promoteur de transcription. La fixation du répresseur masque la séquence du promoteur qui n'est plus accessible à l'ARN polymérase et empêche ainsi la transcription.
Les répresseurs sont souvent des oligomères symétriques (dimère, tétramères) et l'opérateur ADN sur lequel se fixe le répresseur possède également une séquence nucléotidique ayant aussi une symétrie interne (palindrome) ou une quasi-symétrie (quasi-palindrome) correspondant à la symétrie du répresseur. L'exemple ci-dessous correspondant à la séquence centrale de l'opérateur de l'opéron lactose montre cette quasi-symétrie palindromique
```
5'…
AATTGT
G
A
G
C
G
G
A
T
A
ACAATT…
3'
3'…
TTAACA
C
T
C
G
C
C
T
A
T
TGTTAA…
5'
```

Le répresseur possède souvent un site de liaison pour un ligand dont la fixation va moduler l'activité du répresseur. Ce ligand provoque un changement de conformation qui active ou bloque l'action du répresseur et donc l'expression du gène en aval, c'est donc le ligand le signal de régulation ou inducteur de la réponse.
Il y a deux cas de figure classiques :
- Les ligands qui bloquent l'action du répresseur et empêchent la répression. C'est le cas du lactose dans l'opéron lactose[2]. Le répresseur LacI est inactif quand il est lié au lactose, ce qui permet l'expression de la β-galactosidase en présence de lactose. On rencontre ce type de répresseur dans les systèmes cataboliques où le ligand inducteur est substrat de la voie métabolique qui est régulée.

- Les ligands qui activent l'action du répresseur et déclenchent donc la répression. C'est par exemple le cas de la S-adénosylméthionine pour le répresseur MetJ qui régule les gènes de la voie de biosynthèse de l'acide aminé méthionine[3]. C'est le complexe S-adénosylméthionine:répresseur qui se lie à l'ADN. On rencontre ce type de répresseur dans les systèmes biosynthétiques (anaboliques) ou le ligand est un des produits de la voie métabolique qui est régulée.